# 2024年のバロンドール
2024年のバロンドール（2024 Ballon d'Or）は、世界各国のスポーツジャーナリストの投票によってサッカーの2023-24シーズン世界最優秀選手を決める賞である。2024年10月28日に発表された。

## 結果
結果は以下の通りとなった。

### バロンドール
| 順位 | 選手                       | 国籍         | ポジション         | 所属クラブ                                |
| ---- | -------------------------- | ------------ | ------------------ | ----------------------------------------- |
| 1    | ロドリ                     | スペイン     | ミッドフィールダー | マンチェスター・シティ                    |
| 2    | ヴィニシウス・ジュニオール | ブラジル     | フォワード         | レアル・マドリード                        |
| 3    | ジュード・ベリンガム       | イングランド | ミッドフィールダー | レアル・マドリード                        |
| 4    | ダニ・カルバハル           | スペイン     | ディフェンダー     | レアル・マドリード                        |
| 5    | アーリング・ハーランド     | ノルウェー   | フォワード         | マンチェスター・シティ                    |
| 6    | キリアン・エムバペ         | フランス     | フォワード         | パリ・サンジェルマン / レアル・マドリード |
| 7    | ラウタロ・マルティネス     | アルゼンチン | フォワード         | インテル・ミラノ                          |
| 8    | ラミン・ヤマル             | スペイン     | フォワード         | FCバルセロナ                              |
| 9    | トニ・クロース             | ドイツ       | ミッドフィルダー   | レアル・マドリード                        |
| 10   | ハリー・ケイン             | イングランド | フォワード         | バイエルン・ミュンヘン                    |
| 11   | フィル・フォーデン         | イングランド | ミッドフィルダー   | マンチェスター・シティ                    |
| 12   | フロリアン・ヴィルツ       | ドイツ       | ミッドフィルダー   | バイエル・レバークーゼン                  |
| 13   | ダニ・オルモ               | スペイン     | ミッドフィルダー   | RBライプツィヒ / FCバルセロナ             |
| 14   | アデモラ・ルックマン       | ナイジェリア | フォワード         | アタランタBC                              |
| 15   | ニコ・ウィリアムズ         | スペイン     | フォワード         | アスレティック・ビルバオ                  |
| 16   | グラニト・ジャカ           | スイス       | ミッドフィルダー   | バイエル・レバークーゼン                  |
| 17   | フェデリコ・バルベルデ     | ウルグアイ   | ミッドフィルダー   | レアル・マドリード                        |
| 18   | エミリアーノ・マルティネス | アルゼンチン | ゴールキーパー     | アストン・ヴィラ                          |
| 19   | マルティン・ウーデゴール   | ノルウェー   | ミッドフィールダー | アーセナル                                |
| 20   | ハカン・チャルハノール     | トルコ       | ミッドフィールダー | インテル・ミラノ                          |
| 21   | ブカヨ・サカ               | イングランド | フォワード         | アーセナル                                |
| 22   | アントニオ・リュディガー   | ドイツ       | ディフェンダー     | レアル・マドリード                        |
| 23   | ルベン・ディアス           | ポルトガル   | ディフェンダー     | マンチェスター・シティ                    |
| 24   | ウィリアン・サリバ         | フランス     | ディフェンダー     | アーセナル                                |
| 25   | コール・パーマー           | イングランド | フォワード         | チェルシー                                |
| 26   | デクラン・ライス           | イングランド | ミッドフィールダー | アーセナル                                |
| 27   | ヴィティーニャ             | ポルトガル   | ミッドフィールダー | パリ・サンジェルマン                      |
| 28   | アレハンドロ・グリマルド   | スペイン     | ディフェンダー     | バイエル・レバークーゼン                  |
| 29   | アルテム・ドフビク         | ウクライナ   | フォワード         | ジローナ / ローマ                         |
| 29   | マッツ・フンメルス         | ドイツ       | ディフェンダー     | ボルシア・ドルトムント / ローマ           |

### 女子バロンドール
| 順位 | 選手                                   | 国籍           | ポジション         | 所属クラブ                              |
| ---- | -------------------------------------- | -------------- | ------------------ | --------------------------------------- |
| 1    | アイタナ・ボンマティ                   | スペイン       | ミッドフィールダー | バルセロナ                              |
| 2    | キャロライン・グラハム・ハンセン       | ノルウェー     | フォワード         | バルセロナ                              |
| 3    | サルマ・パラジュエロ                   | スペイン       | フォワード         | バルセロナ                              |
| 4    | ソフィア・スミス                       | アメリカ合衆国 | フォワード         | ポートランド・ソーンズ                  |
| 5    | リンジー・ホラン                       | アメリカ合衆国 | ミッドフィルダー   | リヨン                                  |
| 6    | マロリー・スワンソン                   | アメリカ合衆国 | フォワード         | シカゴ・レッドスターズ                  |
| 7    | マリーアントワネット・カトト           | フランス       | フォワード         | パリ・サンジェルマン                    |
| 8    | マリオナ・カルデンテイ                 | スペイン       | フォワード         | バルセロナ / アーセナル                 |
| 9    | トリニティ・ロッドマン                 | アメリカ合衆国 | フォワード         | ワシントン・スピリット                  |
| 10   | アレクシア・プテジャス                 | スペイン       | ミッドフィルダー   | バルセロナ                              |
| 11   | パトリ・ギハロ                         | スペイン       | ミッドフィルダー   | バルセロナ                              |
| 12   | バーバラ・バンダ                       | ザンビア       | フォワード         | オーランド・プライド                    |
| 13   | ローレン・ジェームズ                   | イングランド   | フォワード         | チェルシー                              |
| 14   | アーダ・ヘーゲルベルグ                 | ノルウェー     | フォワード         | リヨン                                  |
| 15   | カディジャ・ショー                     | ジャマイカ     | フォワード         | マンチェスター・シティ                  |
| 16   | タバサ・チャジンガ                     | マラウイ       | フォワード         | リヨン / パリ・サンジェルマン           |
| 17   | アリッサ・ネイハー                     | アメリカ合衆国 | ゴールキーパー     | シカゴ・レッドスターズ                  |
| 18   | ガビ・ポルティーリョ                   | ブラジル       | フォワード         | コリンチャンス                          |
| 19   | ジュリア・グヴィン                     | ドイツ         | ディフェンダー     | バイエルン・ミュンヘン                  |
| 20   | ルーシー・ブロンズ                     | イングランド   | ディフェンダー     | バルセロナ / チェルシー                 |
| 21   | マイラ・ラミレス                       | コロンビア     | フォワード         | チェルシー / レバンテ                   |
| 22   | グロディス・ペルラ・ヴィゴスドッティル | アイスランド   | ディフェンダー     | バイエルン・ミュンヘン                  |
| 23   | タルシアニ                             | ブラジル       | ディフェンダー     | ヒューストン・ダッシュ / コリンチャンス |
| 24   | リー・シュレル                         | ドイツ         | フォワード         | バイエルン・ミュンヘン                  |
| 25   | シェーケ・ニュスケン                   | ドイツ         | ミッドフィルダー   | チェルシー                              |
| 26   | 長谷川唯                               | 日本           | ミッドフィールダー | マンチェスター・シティ                  |
| 27   | マヌエラ・ジュリアーノ                 | イタリア       | ミッドフィールダー | ローマ                                  |
| 28   | ローレン・ヘンプ                       | イングランド   | フォワード         | マンチェスター・シティ                  |
| 29   | エヴァ・パヨル                         | ポーランド     | フォワード         | ヴォルフスブルク / バルセロナ           |
| 30   | グレイス・ゲヨロ                       | フランス       | ミッドフィールダー | パリ・サンジェルマン                    |

### コパ・トロフィー
| 順位 | 選手                     | 国籍             | ポジション         | 所属クラブ                   |
| ---- | ------------------------ | ---------------- | ------------------ | ---------------------------- |
| 1    | ラミン・ヤマル           | スペイン         | フォワード         | FCバルセロナ                 |
| 2    | アルダ・ギュレル         | トルコ           | ミッドフィールダー | レアル・マドリード           |
| 3    | コビー・メイヌー         | イングランド     | ミッドフィールダー | マンチェスター・ユナイテッド |
| 4    | サヴィーニョ             | ブラジル         | フォワード         | ジローナ                     |
| 5    | パウ・クバルシ           | スペイン         | ディフェンダー     | バルセロナ                   |
| 6    | アレハンドロ・ガルナチョ | アルゼンチン     | フォワード         | マンチェスター・ユナイテッド |
| 6    | ジョアン・ネヴィス       | ポルトガル       | ミッドフィルダー   | バルセロナ                   |
| 8    | カリム・コナテ           | コートジボワール | フォワード         | ザルツブルク                 |
| 8    | マティス・テル           | フランス         | フォワード         | バイエルン・ミュンヘン       |
| 8    | ワレン・ザイール＝エムリ | フランス         | フォワード         | パリ・サンジェルマン         |

### ヤシン・トロフィー
| 順位 | 選手                         | 国籍             | 所属クラブ               |
| ---- | ---------------------------- | ---------------- | ------------------------ |
| 1    | エミリアーノ・マルティネス   | アルゼンチン     | アストン・ヴィラ         |
| 2    | ウナイ・シモン               | スペイン         | アスレティック・ビルバオ |
| 3    | アンドリー・ルニン           | ウクライナ       | レアル・マドリード       |
| 4    | ジャンルイジ・ドンナルンマ   | イタリア         | パリ・サンジェルマン     |
| 5    | マイク・メニャン             | フランス         | ミラン                   |
| 6    | ヤン・ゾマー                 | スイス           | インテル・ミラノ         |
| 7    | ギオルギ・ママルダシュヴィリ | ジョージア       | バレンシア               |
| 8    | ディオゴ・コスタ             | ポルトガル       | ポルト                   |
| 9    | ロンウェン・ウィリアムズ     | 南アフリカ共和国 | マメロディ・サンダウンズ |
| 10   | グレゴール・コベル           | スイス           | ボルシア・ドルトムント   |

### ゲルト・ミュラー・トロフィー
| 順位 | 選手               | 国籍         | ポジション | 所属クラブ                                | 総ゴール数 |
| ---- | ------------------ | ------------ | ---------- | ----------------------------------------- | ---------- |
| 1    | ハリー・ケイン     | イングランド | フォワード | バイエルン・ミュンヘン                    | 52         |
| 1    | キリアン・エムバペ | フランス     | フォワード | パリ・サンジェルマン / レアル・マドリード | 52         |

### ソクラテス賞
| 順位 | 選手                   | 国籍     | ポジション | 所属クラブ     | 受賞理由 |
| ---- | ---------------------- | -------- | ---------- | -------------- | --- |
| 1    | ジェニフェル・エルモソ | スペイン | フォワード | ティグレスUANL | 2023年に当時のスペインサッカー連盟の会長だったルイス・ルビアレスに強引にキスされるセクハラ被害に遭い、この問題に関して会長と連盟との対決姿勢を明確にし、女性の権利と言論の自由を求める闘いで名を残した事に対して |

### クラブ・オブ・ザ・イヤー

#### 男子
| 順位 | クラブ             | 総プレイヤー数 | バロンドール |
| ---- | ------------------ | -------------- | --- |
| 1    | レアル・マドリード | 6              | ヴィニシウス・ジュニオール ジュード・ベリンガム ダニ・カルバハル トニ・クロース フェデリコ・バルベルデ アントニオ・リュディガー |

#### 女子
| 順位 | クラブ     | 総プレイヤー数 | 女子バロンドール |
| ---- | ---------- | -------------- | --- |
| 1    | バルセロナ | 7              | アイタナ・ボンマティ キャロライン・グラハム・ハンセン サルマ・パラジュエロ マリオナ・カルデンテイ アレクシア・プテジャス パトリ・ギハロ ルーシー・ブロンズ |